# ひたちなか市立前渡小学校
ひたちなか市立前渡小学校（ひたちなかしりつ まえわたりしょうがっこう）は、茨城県ひたちなか市馬渡にある公立小学校。文部科学省の学校コードはB108222100131、旧学校調査番号は080337。

## 概要
ひたちなか市北東部に位置する。1889年（明治22年）、町村制の実施による再編を機に開校した学校で、1989年（平成元年）で創立100周年を迎えた。
2023年（令和5年）5月1日現在で789名の児童が在籍しているが、これはひたちなか市立小学校及び義務教育学校前期課程の中では最も多い数字である。
学校の正門を入ってすぐに照沼武壽の像が鎮座する。照沼は、前渡村尋常高等小学校の訓導として1926年（大正15年）から1941年（昭和16年）まで在任していたほか、同校の第三代校長も務めた。なお、この胸像は昭和初期に作られている。

## 沿革

### 概歴

#### 明治時代から昭和初期
1889年（明治22年）4月1日に前浜村、馬渡村、足崎村、長砂村が合併して前渡村が発足したことに伴い、同年7月1日に尋常小学校の統合を実施した。統合以前は高野尋常小学校足崎分教場と馬渡村尋常小学校が存在したが、馬渡617番地に所在した馬渡村尋常小学校を前渡尋常小学校に改称の上でこれらを統合している。なお、この統合日が前渡小学校の創立日となっている。1902年（明治35年）4月1日には高等科を設置して前渡尋常高等小学校に改称する。その後、1941年（昭和16年）4月1日の国民学校令公布にあたって前渡国民学校へ改称した。

#### 昭和中期から現在
1947年（昭和22年）4月1日の学校教育法施行にあたって前渡村立前渡小学校に改称する。以降、町村合併などによる管轄自治体名変更に際して校名を複数回変更しており、1954年（昭和29年）3月30日には勝田町立前渡小学校、同年11月11日には勝田市立前渡小学校となった後、1994年（平成6年）11月1日には現校名のひたちなか市立前渡小学校となっている。

#### 分教場
1890年（明治23年）2月1日に前浜分教場を設置したが、これは1904年（明治37年）2月4日に前渡尋常小学校として独立している。

### 年表
- 1886年（明治19年）4月1日 - 馬渡村尋常小学校が前浜小学校を統合[10]。
- 1889年（明治22年）7月1日 - 馬渡尋常小学校が前渡尋常小学校に改称される[9]。
- 1890年（明治23年）2月1日 - 前浜分教場を設置する[9]。
- 1891年（明治24年）1月8日 - 馬渡309番地の現所在地に移転する[1][9]。
- 1902年（明治35年）4月1日 - 高等科を設置し、前渡尋常高等小学校に改称する[1][9]。
- 1904年（明治37年）2月4日 - 前浜分教場が前渡尋常小学校として独立する[9]。
- 1906年（明治39年）- 農業補習学校を附設する[1]。
- 1941年（昭和16年）4月1日 - 国民学校令の公布により、前渡国民学校に改称する[9]。
- 1947年（昭和22年）4月1日 - 学校教育法の施行により、前渡村立前渡小学校に改称する[9]。
- 1954年（昭和29年）
  - 3月30日 - 町村合併により、勝田町立前渡小学校に改称する[9]。
  - 11月11日 - 市制施行により、勝田市立前渡小学校に改称する[9]。
- 1959年（昭和34年）3月22日 - 校旗・校歌を制定する[9]。
- 1972年（昭和52年）4月1日 - 通学区域の一部を勝田市立高野小学校に分離する[9]。
- 1994年（平成6年）11月1日 - 勝田市と那珂湊市の合併によってひたちなか市が発足し、ひたちなか市立前渡小学校に改称する[9]。

## 施設

### 敷地
- 所在地：茨城県ひたちなか市馬渡309番地[11]

### 建物
敷地内にある建物は以下の通りである。
| 棟番号 | 棟名称       | 構造 | 階数 | 階数 | 延床面積 | 建築年 | 耐震情報 | 耐震情報 | 耐震情報         | 備考 |
| 棟番号 | 棟名称       | 構造 | 地上 | 地下 | 延床面積 | 建築年 | 基準     | Is値     | 改修             | 備考 |
| ------ | ------------ | ---- | ---- | ---- | -------- | ------ | -------- | -------- | ---------------- | ---- |
| 2/4    | 南校舎1      | RC造 | 3    | 0    | 2,324m2  | 1963年 | 旧基準   | 不明     |                  |      |
| 13     | 北校舎1      | RC造 | 3    | 0    | 1,182m2  | 1974年 | 旧基準   | 不明     |                  |      |
| 14     | 屋内運動場   | S造  | 2    | 0    | 979m2    | 1975年 | 旧基準   | 不明     | 2011年耐震改修済 |      |
| 15     | 南校舎2      | RC造 | 3    | 0    | 1503m2   | 1977年 | 旧基準   | 不明     |                  |      |
| 17     | プール管理棟 | W造  | 1    | 0    | 130m2    | 1987年 | 新基準   | 不明     |                  |      |
| 21     | 多目的室棟   | S造  | 2    | 0    | 197m2    | 2006年 | 新基準   | 不明     |                  |      |
| 23     | 北校舎2      | S造  | 2    | 0    | 655m2    | 2013年 | 新基準   | 不明     |                  |      |

## 学校規模
2023年（令和5年）5月1日現在の学校規模は以下の通りである。
| 児童数       | 789名  | 1年生  | 129名  |
| 児童数       | 789名  | 2年生  | 127名  |
| 児童数       | 789名  | 3年生  | 135名  |
| 児童数       | 789名  | 4年生  | 123名  |
| 児童数       | 789名  | 5年生  | 137名  |
| 児童数       | 789名  | 6年生  | 138名  |
| 学級数       | 29学級 | 29学級 | 29学級 |
| 通学区域人口 | 不明   | 不明   | 不明   |
| 通学区域面積 | 不明   | 不明   | 不明   |

## 通学区域
以下の町丁字とその範囲を通学区域として指定している。なお、一部では高野小学校と前渡小学校のいずれかを選択することが可能になっている。
- 馬渡
- 足崎の一部
- 長砂
- 新光町の一部

## 通学区域内の主要施設
- ひたちなか市民球場
- ひたちなか市総合体育館

## 中学校区
- ひたちなか市立勝田第三中学校

## 隣接小学校区
通学区域が隣接する小学校は以下の通りである。
- ひたちなか市立高野小学校
- ひたちなか市立外野小学校
- ひたちなか市立中根小学校
- ひたちなか市立那珂湊第三小学校
- ひたちなか市立美乃浜学園
- 東海村立照沼小学校